# Mordechaj Gazit
Mordechaj Gazit (ur. 5 września 1922, zm. 29 maja 2016) – izraelski dowódca wojskowy Sił Obronnych Izraela, dyplomata.

## Młodość
Mordechaj urodził się (jako Mordechaj Weinstein) w 1922 roku w Stambule, w Imperium osmańskim. Jego starszym bratem był Szelomo Gazit. W 1932 roku wyemigrowali do Mandatu Palestyny.

## Służba wojskowa
W 1936 roku wstąpił do żydowskiej organizacji paramilitarnej Hagana (miał 14. lat). Równocześnie studiował archeologię na Uniwersytecie Hebrajskim, zdobywając tytuł naukowy magistra. W 1943 roku ukończył kurs oficerski. Podczas wojny domowej w Mandacie Palestyny w 1948 roku służył jako oficer wywiadu w Brygadzie „Ecjoni”. Przez cały czas prowadził działania operacyjne w rejonie Jerozolimy. Podczas bitwy o al-Kastal (3-9 kwietnia 1948 r.) dowodził 61 Batalionem i odpowiadał za obronę zdobytej arabskiej wioski Al-Kastal. Po upadku obrony (8 kwietnia), będąc rannym zdołał dotrzeć do kibucu Kirjat Anawim. Podczas I wojny izraelsko-arabskiej dowodził oddziałem Hagany w bitwie o Jerozolimę. W dniu 18 maja 1948 roku dołączył do bitwy o Stare Miasto Jerozolimy. Został wówczas ciężko ranny i utracił część płuca, co zakończyło jego karierę wojskową.

## Kariera dyplomatyczna
Eskalacja konfliktu izraelsko-arabskiego doprowadziła Gazita do wniosku, że musi nadal służyć ojczyźnie. Zdecydował się wówczas na służbę dyplomatyczną. W 1949 roku rozpoczął pracę w Ministerstwie Spraw Zagranicznych. Pełnił funkcję pierwszego sekretarza w Ambasadzie Izraela w Londynie, agencji konsularnej w Rangunie, Sekretarza Stanu i dyrektora biura minister spraw zagranicznych Goldy Meir (1956-1960), konsula w Waszyngtonie (1960–1965), Dyrektora ds. Bliskiego Wschodu w Ministerstwie Spraw Zagranicznych (1965-1967), doradcy w Ministerstwie Spraw Zagranicznych, zastępcy Dyrektora w Ministerstwie Absorpcji (1969-1970). W latach 1973–1975 odpowiadał za stosunki Izraela ze Stanami Zjednoczonymi i Kanadą. Był zaangażowany w różne negocjacje prowadzone na Bliskim Wschodzie. Pełnił także obowiązki Ambasadora Izraela we Francji